# 창선도
창선도(昌善島)는 한반도 남해의 남해도의 동북쪽에 있는 섬이다. 경상남도 남해군에 속한다. 면적은 54.13km2이다.

## 같이 보기
- 창선면
- 남해도